# El lugar más pequeño
El lugar más pequeño è un film documentario del 2011 diretto da Tatiana Huezo Sánchez.
La regista, di origine salvadoregna, è tornata nel suo paese per incontrare persone sopravvissute alla guerra civile. 
Il film dà la parola a uomini e donne tornati nel loro villaggio per ricostruirlo.

## Trama
Cinquera è un paese situato nel dipartimento di Cabañas, a ottanta chilometri da San Salvador, capitale di El Salvador, un luogo colpito duramente negli oltre vent'anni di guerra civile.
La foresta occupò un posto centrale, fu rifugio e terreno di scontro fra soldati e guerriglieri. 
Ora Cinquera è un "museo" di quella tragedia, a partire dalla chiesa con i muri ricoperti da foto di bambini e adolescenti morti durante la guerra.

## Riconoscimenti
- 2011 - Visions du Réel
  - Premio Miglior Documentario
- 2011 - Documenta Madrid
  - Premio del Pubblico
- 2011 - Lima International Film Festival
  - Miglior Documentario
- 2011 - Monterrey International Film Festival
  - Miglior Film Messicano, Miglior Fotografia
- 2011 - Festival Biarritz Amérique Latine
  - Menzione Speciale
- 2011 - Morelia International Film Festival
  - Menzione Speciale
- 2011 - Abu Dhabi Film Festival
  - Premio Speciale della Giuria
- 2011 - DOK Liepzig
  - Miglior Documentario
- 2011 - Rencontres internationales du documentaire de Montréal
  - Menzione Speciale Miglior Film Internazionale
- 2012 - Festival del cinema africano, d'Asia e America Latina di Milano
  - Menzione speciale miglior documentario Finestre sul mondo